# Let It Shine (film)
Let It Shine (Hai să strălucim!) este un film de televiziune care a avut premiera în România pe Disney Channel pe data de 8 septembrie. Filmul a fost regizat de Paul Hoen iar scenariul a fost scris de Eric Daniel și Don D. Scott.

## Distribuția
- Tyler James Williams - Cyrus "Truth" DeBarge;  personajul principal.
- Coco Jones - Roxanne "Roxie" Andrews; o cântăreață celebră
- Trevor Jackson - Kris McDuffy; cel mai bun prieten al lui Cyrus
- Brandon Mychal Smith - Lord of da Bling; personajul negativ
- Nicole Sullivan - Lyla; managerul lui Roxanne.
- Dawnn Lewis - Gail DeBarge; mama lui Cyrus .
- Courtney B. Vance - Preotul Jacob DeBarge; tatăl luy Cyrus
- Alex Désert - Levi; proprietarul clubului
- Robert Bryce Milburn - M.C.
- Shay Roundtree - Gazda competiției de Rap.
- Algee Smith - Da Boss; rapper.
- Revelation - rapper.
- Phantom - rapper.

## Producția
Coloana sonoră a filmului conține 13 cântece originale compuse de Rock Mafia, Toby Gad, David Banner, Antonina Armato, Andy Dodd, In-Q, Adam Hicks, Tim James, Lindy Robbins, Dapo Torimiro, Thomas Sturges, Jon Vella și Adam Watts. Filmul a fost filmat în Atlanta și Marietta, Georgia. Let It Shine a fost lansat pe DVD pe data de 7 august 2012.